# Песочные часы

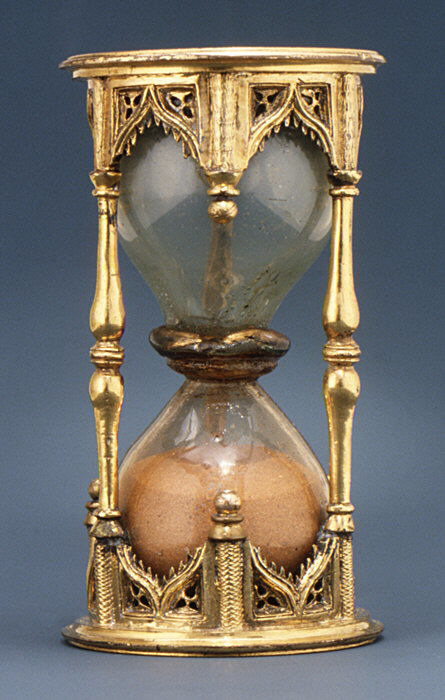
Немецкие получасовые песочные часы, первая четверть XVI века, позолоченная бронза и серебро, высота: 8,3 см, диаметр: 8,4 см, Метрополитен-музей (Нью-Йорк)

Песо́чные часы́ — простейшее устройство для отсчёта промежутков времени, состоящее из двух прозрачных сосудов, соединённых узкой горловиной, один из которых частично заполнен песком. Время, за которое песок через горловину пересыпается в другой сосуд, может составлять от нескольких секунд, до нескольких часов. Несмотря на то что они называются «часами», они практически не используются как часы для определения времени суток. Наиболее частое применение песочные часы имеют в виде таймера для определения фиксированных промежутков времени, например, для отсчёта времени физпроцедур в физкабинетах.

## История и современность
Хотя они имеют своего предшественника в виде древнеегипетских водяных часов (клепсидр), в виде песочных часов, по-видимому, являются средневековым изобретением. Самое раннее упоминание об их существовании является иконографическим и символическим на серии фресок «Аллегория хорошего и плохого правления», датируемых 1338 годом в Палаццо Пубблико в Сиене Амброджо Лоренцетти.
Одним из первых упоминаний о таких часах является обнаруженное в Париже сообщение, в котором содержится указание по приготовлению тонкого песка из порошка чёрного мрамора, прокипячённого в вине и высушенного на солнце.
В настоящее время песочные часы используются при проведении некоторых врачебных процедур, в фотографии, а также в качестве сувениров.
В операционных системах Windows символ песочных часов, в который обращается указатель мыши, используется для индикации занятости системы.
⌛ — символ песочных часов в Юникоде (HOURGLASS, код U+231B).

## Достоинства
Простота конструкции. Дёшевы в производстве. В отличие от воды, скорость пересыпания песка — постоянна вне зависимости от того, сколько его осталось в верхней части (это позволяет делать песочные цилиндрические часы с равномерной шкалой времени).

## Недостатки
Недостатком песочных часов является короткий интервал времени, который можно измерить с их помощью. Часы, получившие распространение в Европе, обычно были рассчитаны на работу в течение получаса или часа. Встречались часы, работающие в течение трёх часов, очень редко — 12 часов. Для увеличения интервала измерения составлялись наборы песочных часов в одном корпусе (футляре).
Точность песочных часов зависит от равномерной зернистости и сыпучести песка, формы колбы, качества её поверхности. Колбы заполнялись отожжённым и просеянным через мелкое сито и тщательно высушенным мелкозернистым песком. В качестве исходного материала также использовались молотая яичная скорлупа, цинковая и свинцовая пыль. При длительном использовании точность песочных часов ухудшается из-за повреждения песком внутренней поверхности колбы, увеличения диаметра отверстия в диафрагме между колбами и дробления песчаных зёрен на более мелкие.

## Часы-рекордсмены
- «Колесо времени» в Будапеште.
- В музее песка японского города Нима[яп.] (ныне часть Оды) находятся часы высотой 8,6 метра и с циклом опорожнения в 1 год[3].
- Список самых больших песочных часов[англ.]

## Галерея

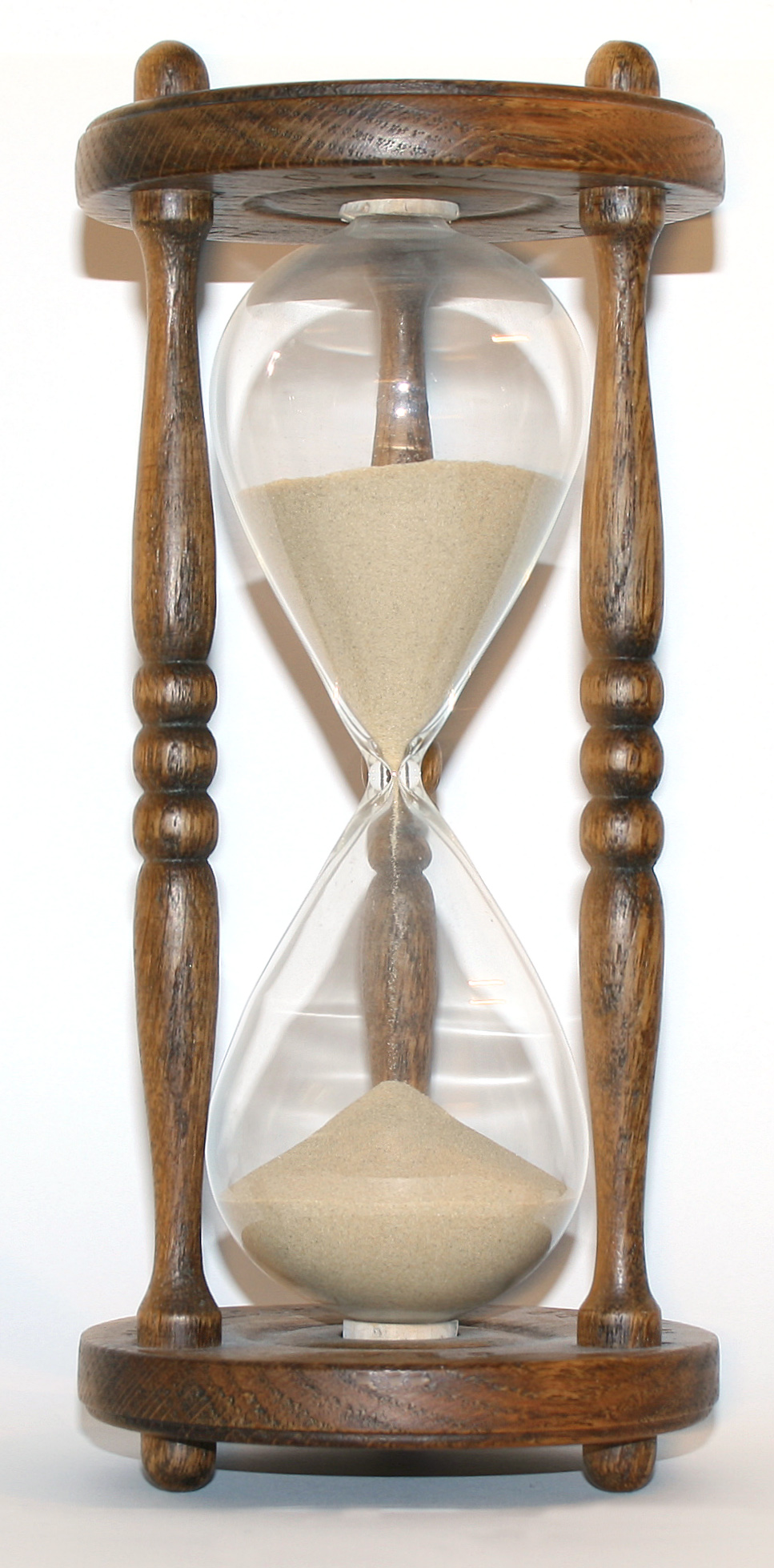
Песочные часы в деревянном корпусе
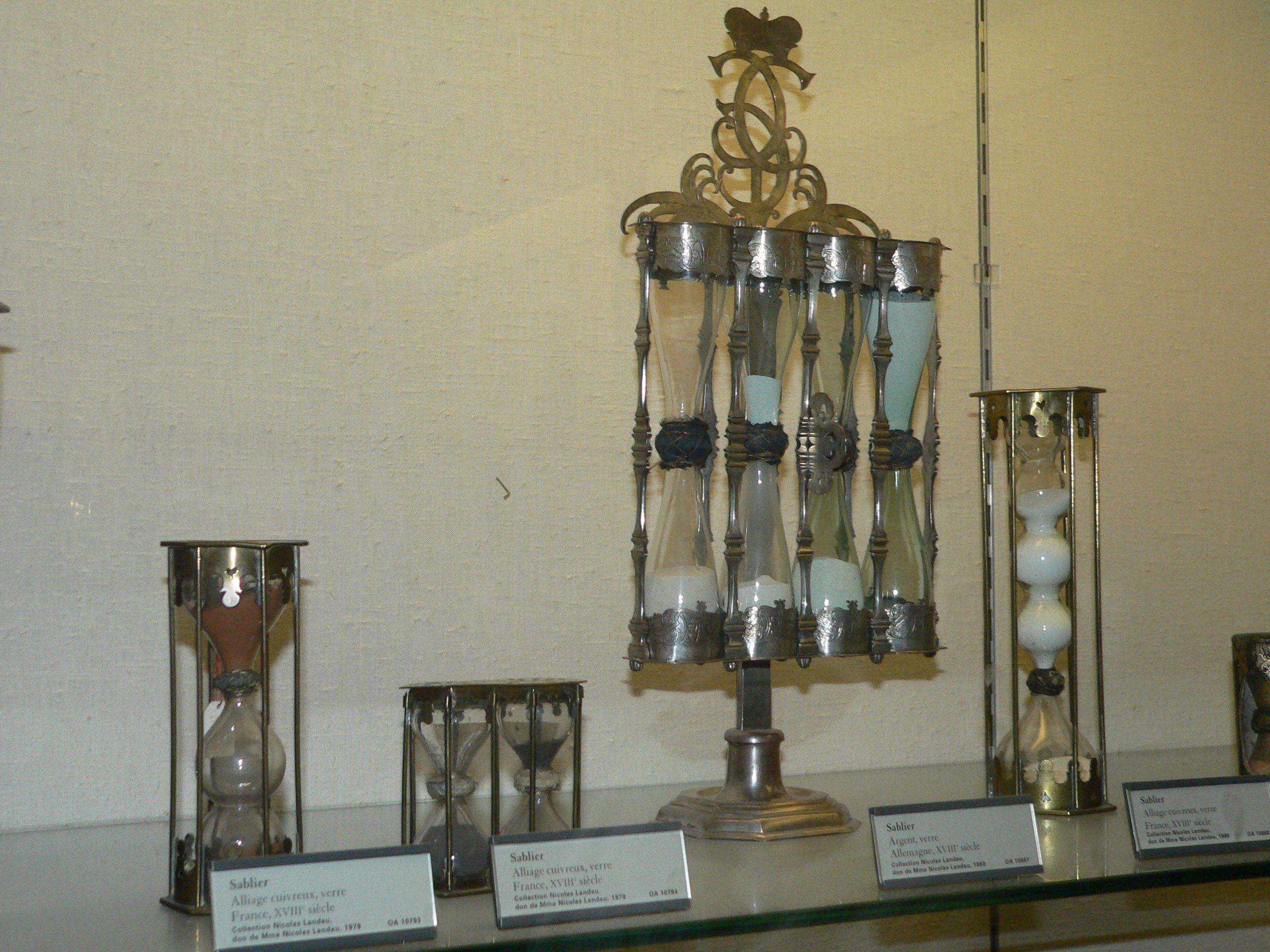
Старинные песочные часы различных конструкций в Лувре
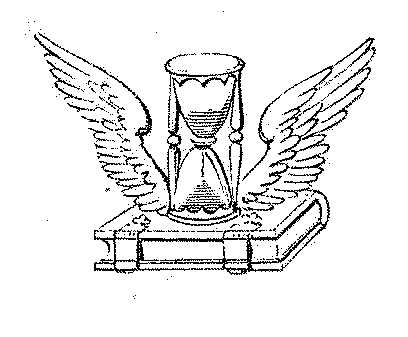
Крылатые песочные часы, буквальное изображение известной латинской эпитафии tempus fugit («время летит»)
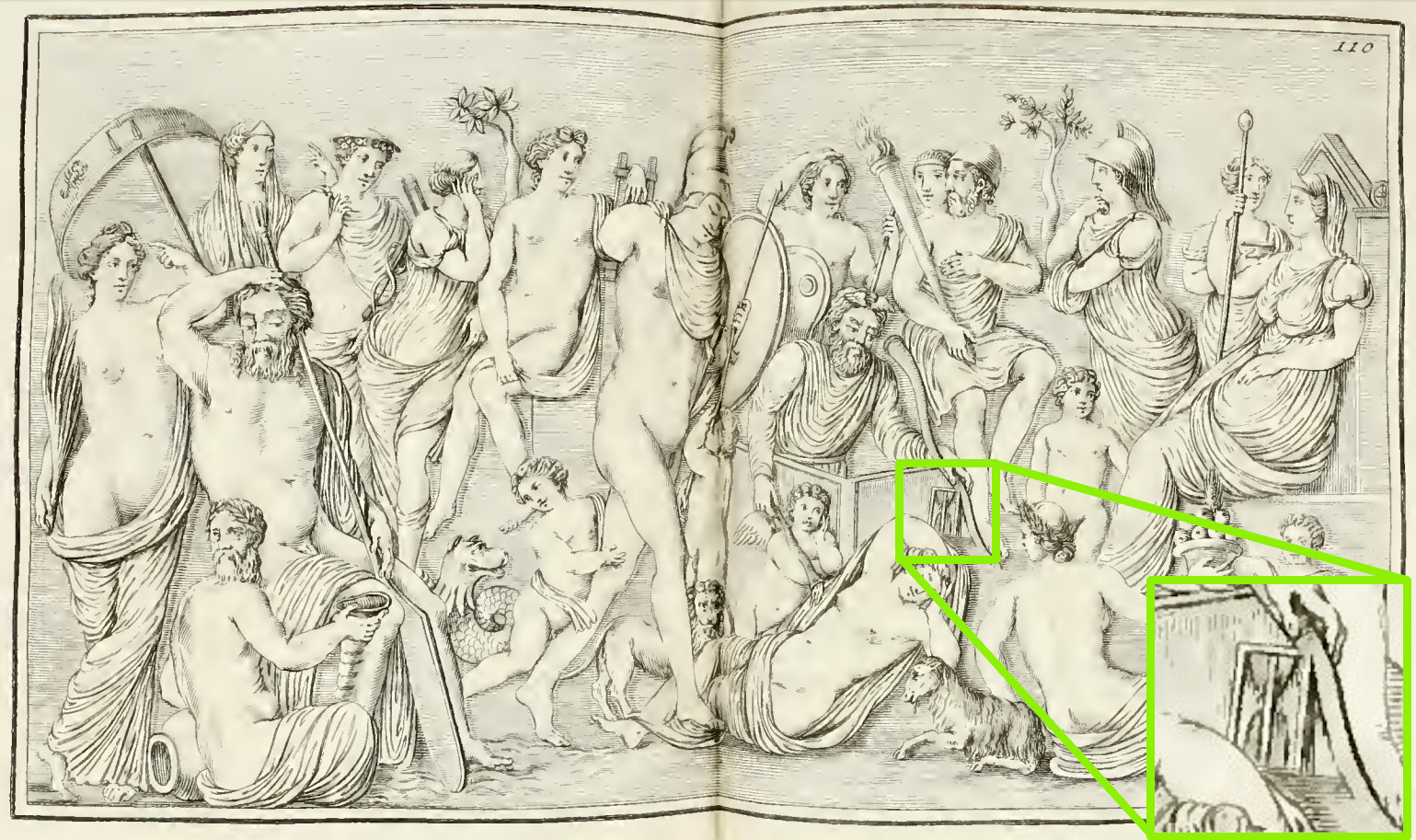
Саркофаг, датированный ок. 350 г. н. э., представляющий свадьбу Пелея и Фетиды (обратите внимание на увеличение с предметом, который Морфей держит в руках)
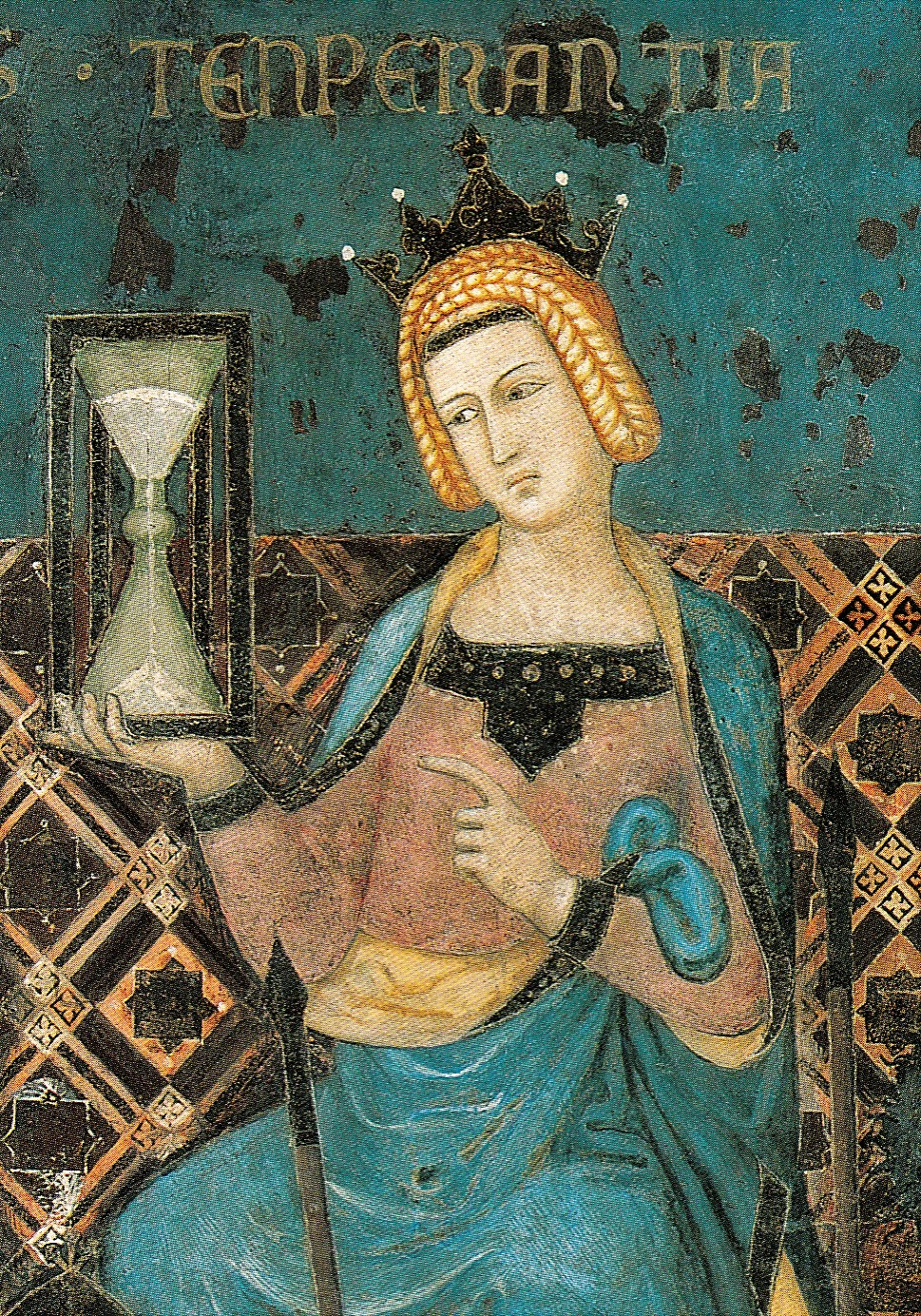
Умеренность, несущая песочные часы; деталь «Аллегории хорошего правительства» Лоренцетти, 1338 г.
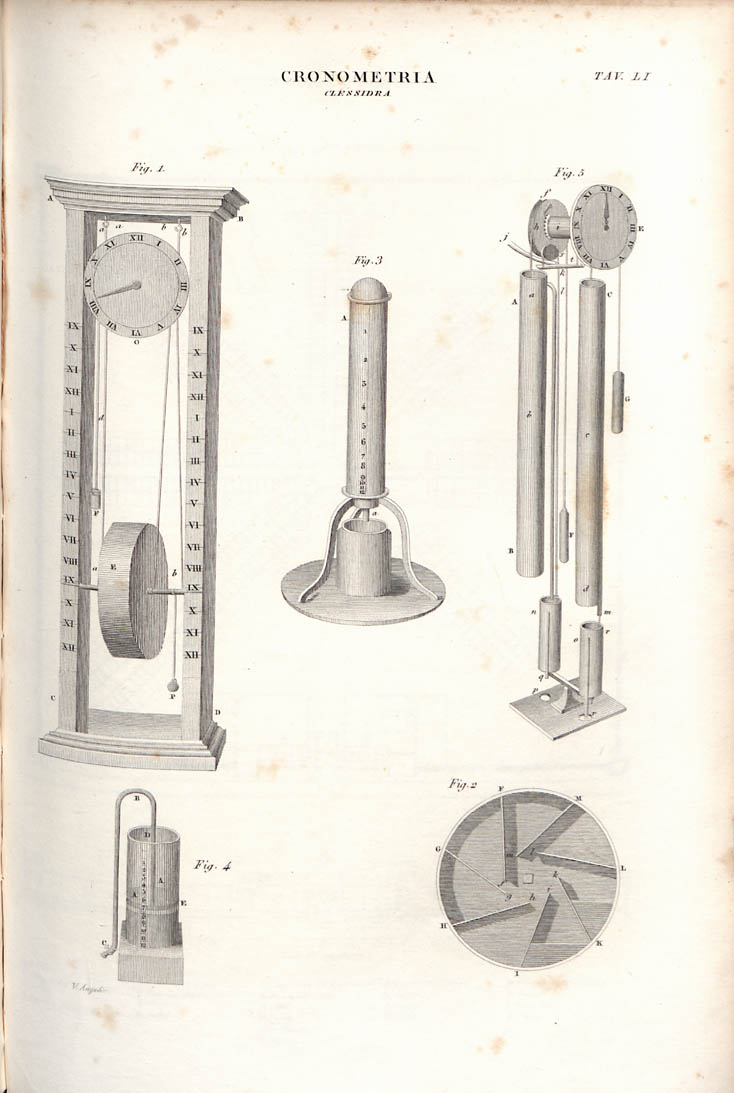
Песочные часы XIX века
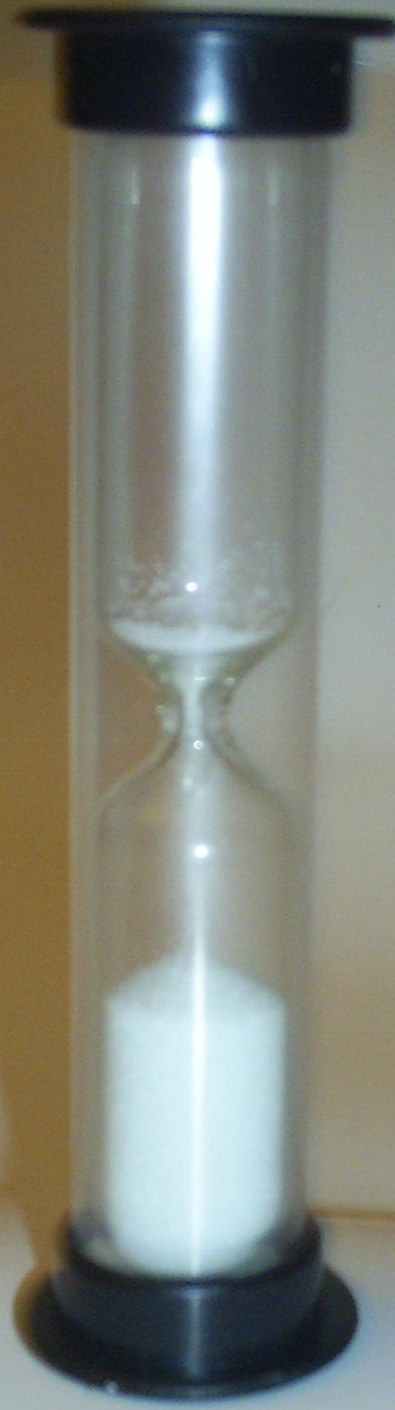
3-хминутный яичный таймер
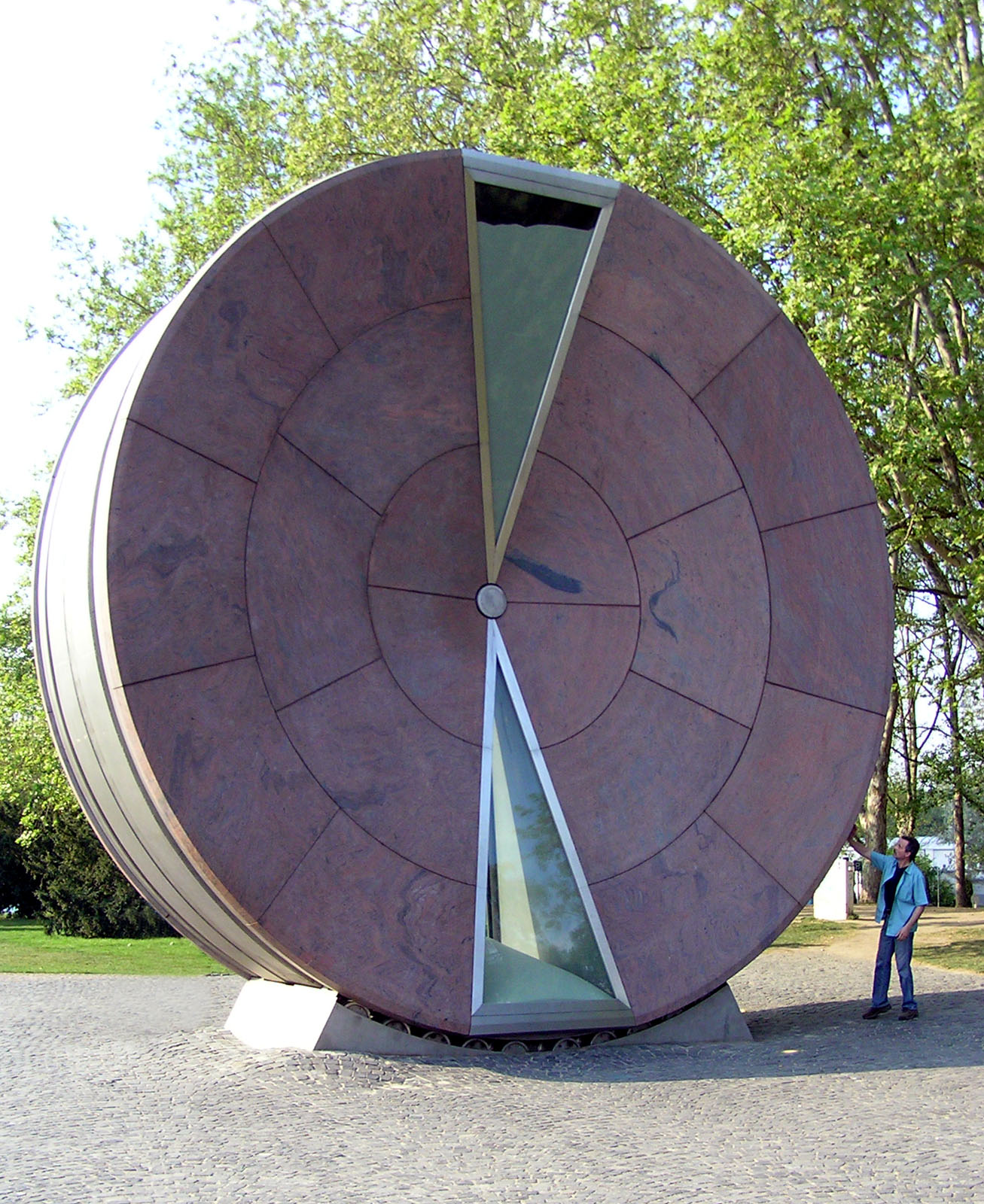
Колесо времени в Будапеште, Венгрия.
Пиратский флаг «Кроваво Красный» Кристофера Муди[англ.], ок. 1714 г.
Курсор песочных часов
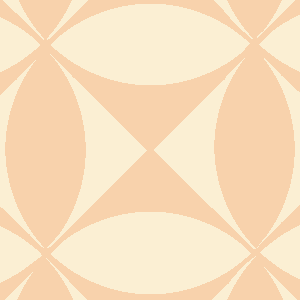
Диаграмма мотива «песочные часы» из резной каменной дощечки, Соломоновы Острова
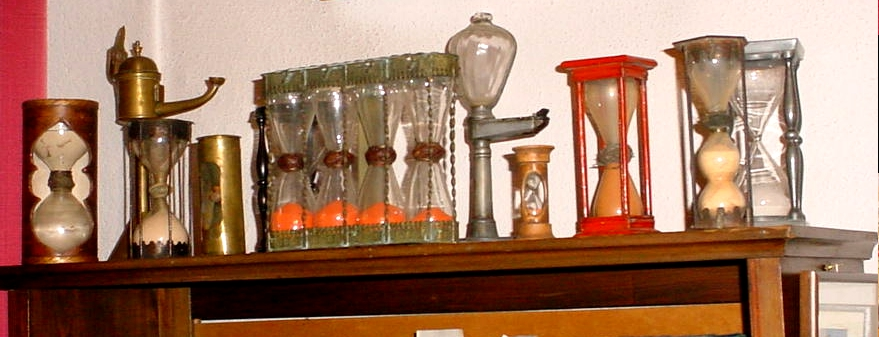
Антикварные песочные часы

Песочные часы в искусстве
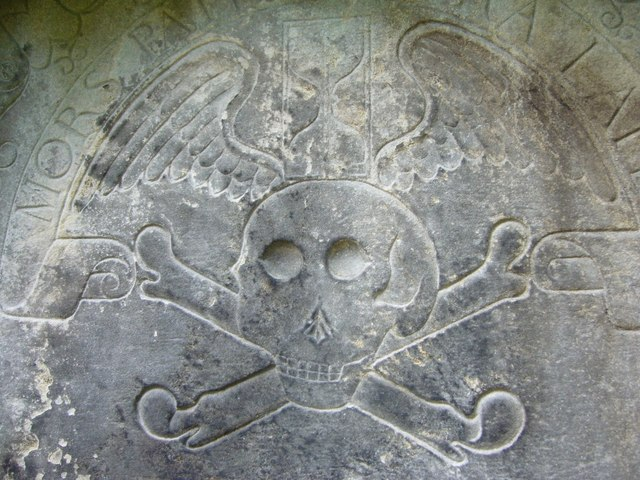
Надгробие XVII века в мавзолее Джона Ливингстона, «аптекаря в Эдинбурге», ставшего жертвой чумы 1645 г.[англ.]
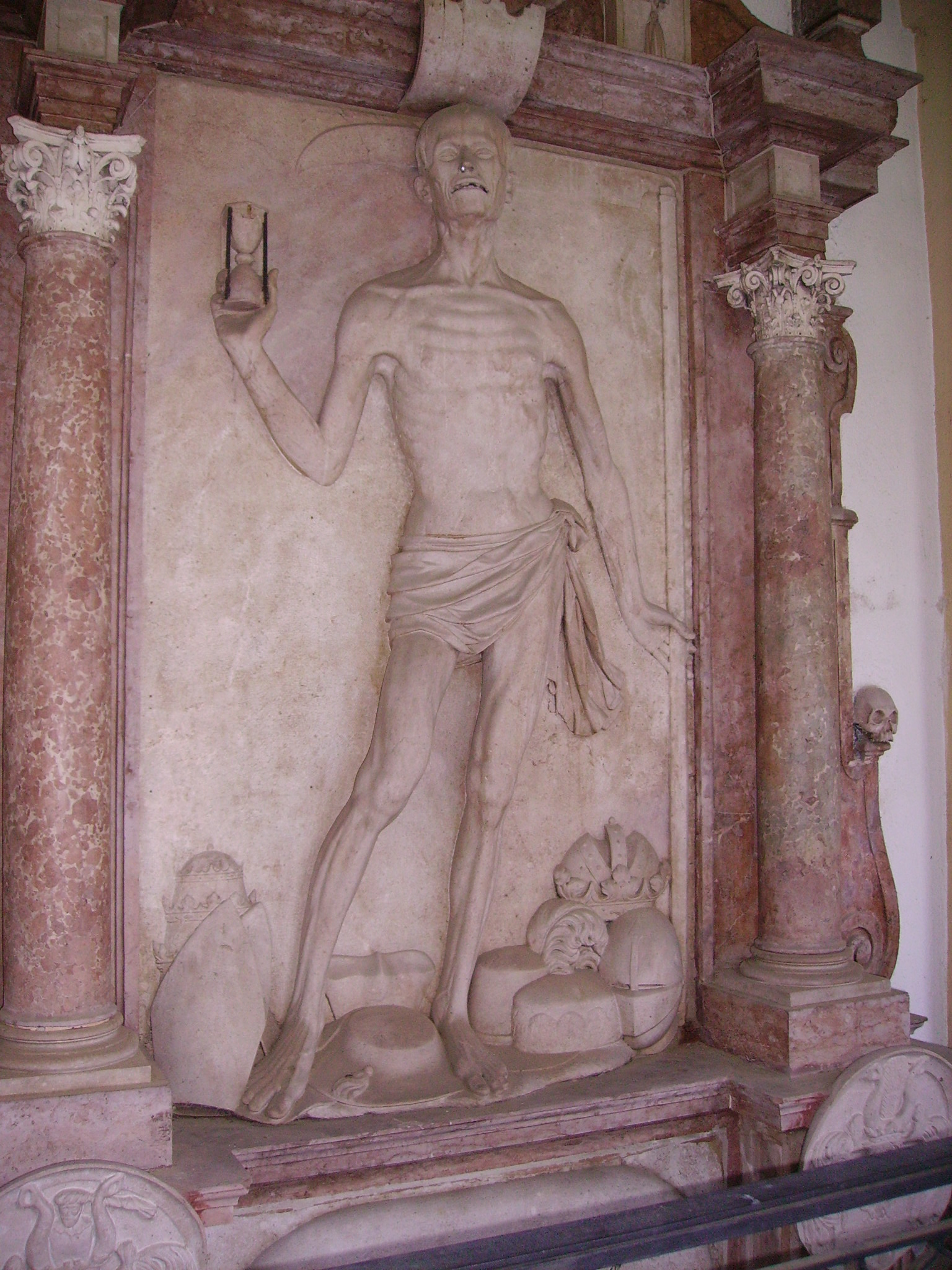
Гробница на кладбище Святого Себастьяна[нем.], Зальцбург
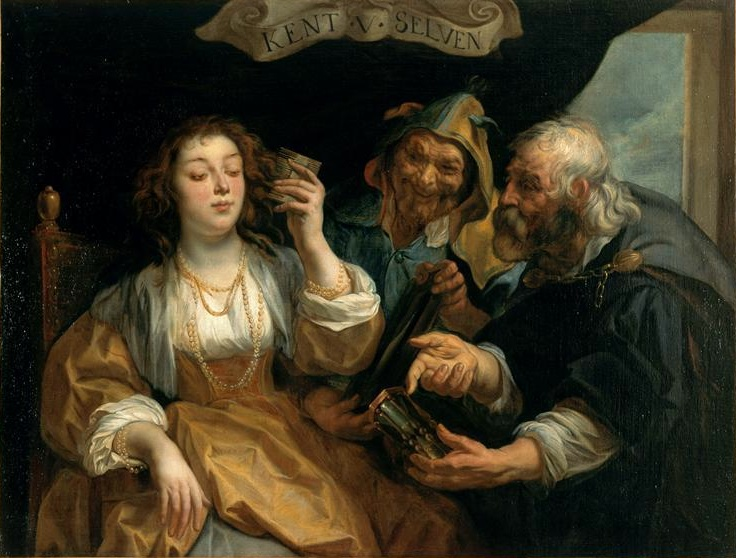
Познай самого себя — молодёжь между Пороком и Добродетелью (приписывается Якобу Йордансу)
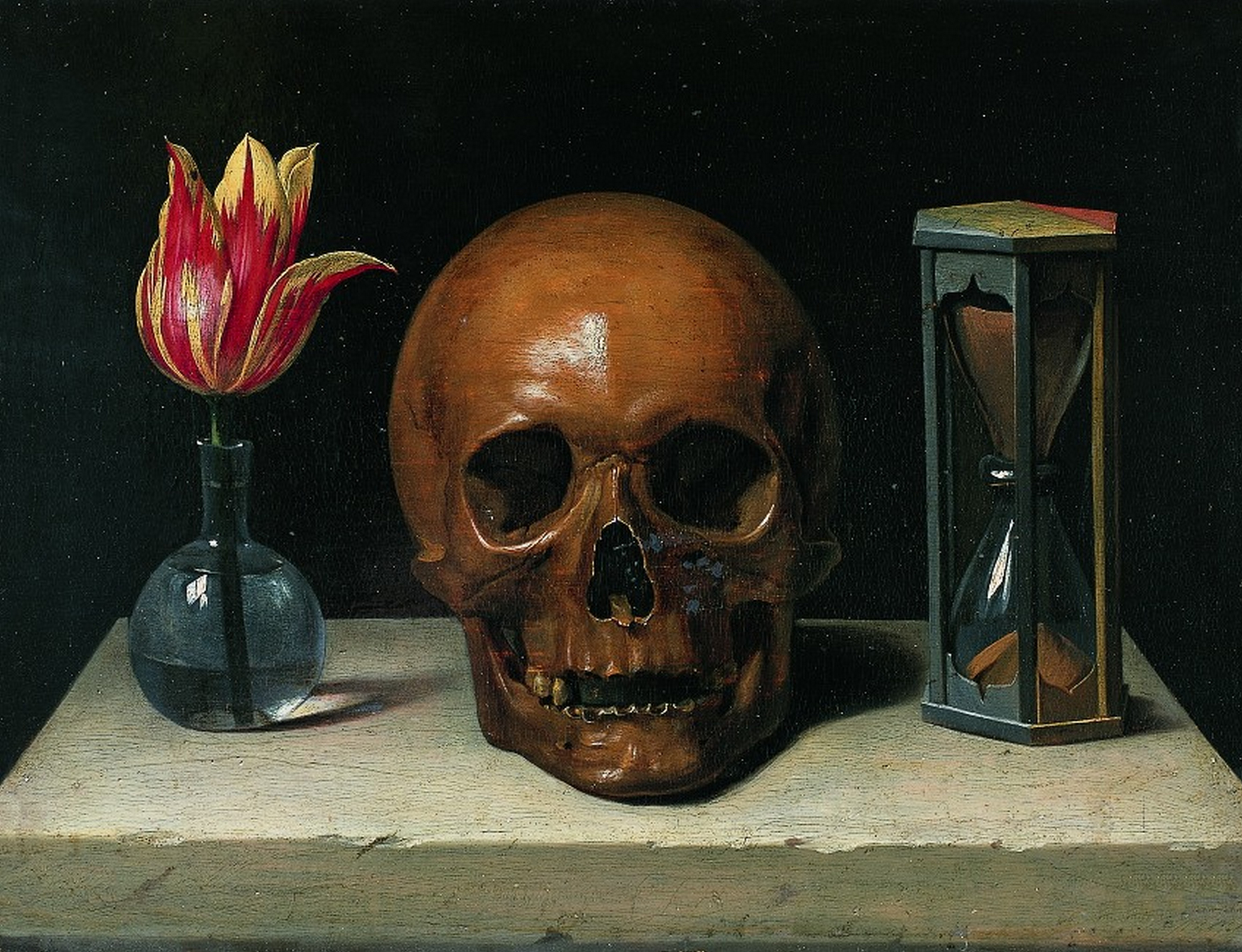
Филипп де Шампань «Натюрморт с черепом», живопись vanitas, 1671 г.
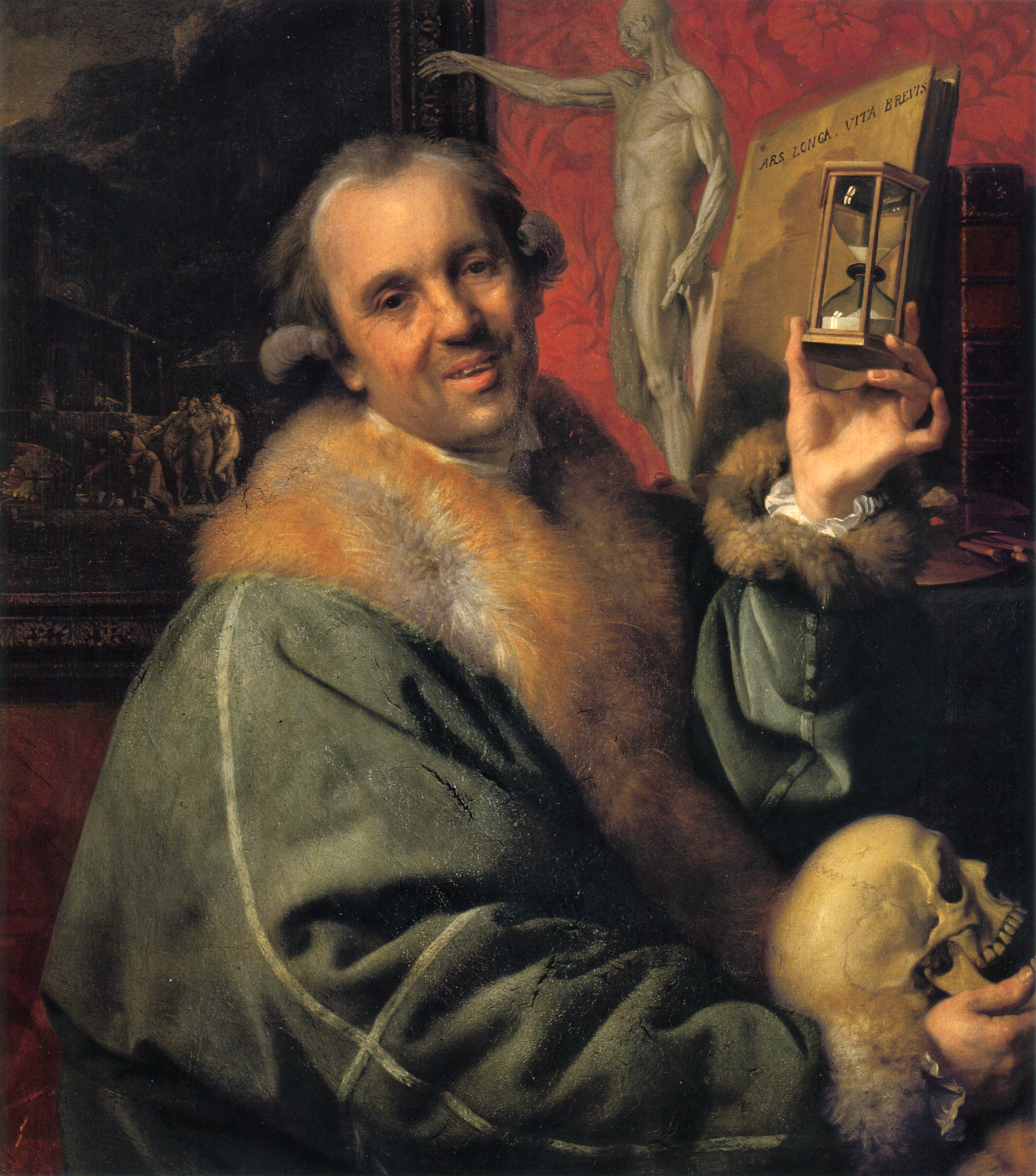
Автопортрет (с песочными часами и черепом) Иоганна Цоффани, около 1776 г.

## Символ
| Символ | Юникод | Название        |
| ------ | ------ | --------------- |
| ⧖      | U+29D6 | white hourglass |